# S/2004 S 6
S/2004 S 6 är en kandidat till att bli officiellt registrerad som måne till Saturnus.
Den upptäcktes av på bilder från rymdsonden Cassini och den verkar befinna sig i närheten av F-ringen. Man är inte säker på att det rör sig om en måne eller om det bara är en klump, bestående av ringmaterial.